# Paraphlepsius torridus
Paraphlepsius torridus är en insektsart som beskrevs av Amy Lathrop 1917. Paraphlepsius torridus ingår i släktet Paraphlepsius och familjen dvärgstritar. Inga underarter finns listade i Catalogue of Life.